# هجمات تنظيم الدولة الإسلامية في السعودية
هجمات تنظيم الدولة الإسلامية في السعودية هي الهجمات اللتي نفذها أو تبناها تنظيم الدولة الإسلامية في السعودية عبر ما أطلق عليه ولايات تحمل اسم ولاية نجد، ولاية الحجاز، ولاية البحرين.

## الخلفية
خلال الفترة الممتدة من عام 1995 وحتى العام 2009 تلك الفترة المعروفة بالحرب السعودية على القاعدة نجحت الأجهزة الأمنية في إضعاف تنظيم القاعدة داخل السعودية وإنحسرت عملياته فيها وخرج أغلب عناصره من السعودية إلى اليمن. بعد أن اندمج الفرع السعودي للقاعدة مع الفرع اليمني مشكلا ً تنظيم القاعدة في جزيرة العرب، ولكن منذ نهاية العام 2011 وبداية 2012 إنخرط آلاف السعوديين في الحرب الأهلية السورية  وأغلبهم إنضم إلى جبهة النصرة بغرض محاربة حكومة الرئيس السوري بشار الأسد ثم انضموا لاحقاً إلى تنظيم الدولة الإسلامية (داعش) مما دفع العاهل السعودي الملك عبد الله بن عبد العزيز آل سعود آل سعود في شهري فبراير ومارس من 2014 إلى إجراءات احترازية ومنها إعلان جبهة النصرة وتنظيم الدولة الإسلامية والإخوان المسلمين كجماعات إرهابية  وإعلان عقوبات على السعوديين المقاتلين في النزاعات الخارجية تتراوح ما بين السجن من 3 أعوام إلى 20 عامًا وإذا كان عسكرياً من 5 أعوام إلى 30 عاما. وفي 6 مايو 2014 أعلنت وزارة الداخلية السعودية عن القبض على خلية مكونة من 62 شخص مرتبطة بتنظيم الدولة الإسلامية كانت تخطط لشن هجمات داخل السعودية  ، وفي سبتمبر من 2014 أعلنت المملكة العربية السعودية بعد اجتماع جدة مشاركتها في التحالف الدولي ضد داعش في سوريا بقيادة الولايات المتحدة الأمريكية وفي يوم 23 سبتمبر من العام نفسه أعلنت القوات الجوية الملكية السعودية عن إستهدافه طائراتها الحربية لمواقع تنظيم الدولة الإسلامية في سوريا ضمن ضربات التحالف الدولي  ، وفي نوفمبر من عام 2014 أعلن زعيم تنظيم داعش أبو بكر البغدادي في تسجيل صوتي عن امتداد دولة الخلافة إلى السعودية والأردن وبلدان أخرى وعن قبوله بيعة المسلمين له في تلك البلدان وقال البغدادي في التسجيل الصوتي 
| هجمات تنظيم الدولة الإسلامية في السعودية | نبشركم بإعلان تمدد الدولة الإسلامية إلى بلدان جديدة، إلى بلاد الحرمين (السعودية) واليمن وإلى مصر والشام وليبيا والجزائر، ونعلن قبول بيعة من بايعنا من إخواننا في تلك البلدان، وإلغاء اسم الجماعات فيها، وإعلان ولايات جديدة للدولة الإسلامية وتعيين ولاة عليها، وكما نعلن قبول بيعة من بايعنا من الجماعات والأفراد في جميع تلك الولايات المذكورة وغيرها، ونطلب من كل فرد اللحاق بأقرب ولاية إليه، وعليه السمع والطاعة لواليها المكلف من قبلنا. | هجمات تنظيم الدولة الإسلامية في السعودية |

### المستهدفين
تنقسم فئات المستهدفين من قبل تنظيم الدولة الإسلامية في السعودية إلى ثلاث أقسام، القسم الأول:  كبار الضباط والقيادات وأصحاب السمو الأمراء والوزراء ، القسم الثاني: المواطنين من شيعة السعودية ودور عبادتهم ، القسم الثالث: الأجانب من غير المسلمين وخاصة مواطني الولايات المتحدة والإتحاد الأوروبي ، وقال زعيم تنظيم داعش أبو بكر البغدادي في تسجيل صوتي نشر في شهر نوفمبر من عام 2014
| هجمات تنظيم الدولة الإسلامية في السعودية | لا مكان للمشركين في جزيرة (النبي) محمد (يقصد بجزيرة النبي شبه الجزيرة العربية او ما يعرف اليوم بالسعودية) (...) وعليكم أولا بالرافضة (في إشارة إلى الشيعة) حيث ما وجدتموهم، ثم عليكم بآل سلول (في إشارة إلى آل سعود) وجنودهم قبل الصليبيين وقواعدهم. | هجمات تنظيم الدولة الإسلامية في السعودية |

## عمليات نفذها التنظيم وتبناها

### 2015

#### تفجير القديح
تفجير مسجد الإمام علي في بلدة القديح التابعة لمحافظة القطيف شرق السعودية هو تفجير انتحاري وقع في 22 مايو 2015، وذلك أثناء أداء صلاة الجمعة. تبنَّى تنظيم داعش هذا التفجير. وكان عدد القتلى وصل في هذا التفجير إلى 22 شخصًا و102 جريحًا.

#### تفجير العنود
تفجير جامع الإمام الحسين في مدينة الدمام شرق السعودية هو تفجير انتحاري وقع في 29 مايو 2015، وذلك أثناء خطبة صلاة الجمعة، وقد تم إحباط المحاولة الإرهابية عند مواقف المسجد وهذا التفجير الثاني بعد تفجير القديح 2015 يتبناه تنظيم داعش ضد الشيعة في السعودية.

#### تفجير الحائر
تفجير الحائر في السعودية حدث في 16 يوليو 2015 الموافق 29 رمضان 1436هـ، قام شخص يُدعى عبد الله فهد عبد الله الرشيد بقتل خاله العقيد في وزراة الداخلية ثم محاولة قتل خالته، ثم أَخَذَ سيارة خاله ونَصَب فيها المُتفجِّرات. عند استيقافه من قبل الشرطة في نقطة تفتيش قرب سجن الحائر السياسي، قام القاتل بتفجير سيارته فقَتَل نفسه، وجَرَح اثنين من رجال الشرطة، حالتهما مُستقرَّة. تبنَّى تنظيم الدولة الإسلامية في العراق والشام المعروف اختصارًا باسم داعش التفجير، وأطلق على المُنفذ اسم «أبو عمر النجدي».

#### تفجير مسجد قوات الطوارئ
تفجير مسجد قوات الطوارئ في مدينة أبها جنوب السعودية هو تفجير انتحاري وقع في يوم الخميس 21 شوال 1436 هـ الموافق 6 أغسطس 2015 أثناء أداء صلاة الظهر بالمسجد ، ونتج عنه مقتل 15 شخص وهم: 5 رجال أمن من قوات الطوارئ، و6 متدربون بالدورات الخاصة بأعمال الحج، و4 عمال من الجنسية البنغلاديشية.

#### إطلاق النار في سيهات
شهدت مدينة سيهات في محافظة القطيف في 3 محرم 1437 والموافق ميلاديًّا 16 أكتوبر 2015  حادث إطلاق نار نفَّذه إرهابيون في حسينية الحيدرية في حي الكوثر، وقُتِلَ جرَّاء هذا العمل 5 وأُصِيبَ 9.

#### تفجير مسجد المشهد
حدث تفجير مسجد المشهد في حي دحضة بمدينة نجران جنوب المملكة العربية السعودية بتاريخ 26 أكتوبر 2015. يُعرف المسجد بأنه ثاني أكبر مسجد للطائفة الاسماعيلية بمدينة نجران.

### 2016

#### تفجير مسجد الرضا
هو حادث اعتداء على مصلين بمسجد الإمام الرضا بمدينة المبرز شرق السعودية عن طريق إطلاق النار والأحزمة الناسفة نتج عنه مقتل 5 أشخاص وإصابة 18 آخرين والقبض على أحد المهاجمين.

#### 8 فبراير 2016
وكالة أعماق التابعة لتنظيم الدولة الإسلامية تتبنى تفجير سيارة لأحد أفراد الجيش السعودي عن طريقة عبوة لاصقة في حي العزيزية بالعاصمة الرياض، وشرطة الرياض تعلن عن انفجار سيارة دون سقوط ضحايا وقالت أن الانفجار وقع عندما كانت السيارة مركونة أمام أحد المنازل وتسبب الانفجار بضرر في السيارة المجاورة.

#### اغتيال عميد متقاعد في جازان
في 15 فبراير 2016، تبنت ولاية الحجاز التابعة لتنظيم الدولة الإسلامية في بيان لها عملية اغتيال في مدينة أبو عريش بمنطقة جازان لعميد متقاعد في جهاز المباحث العامة السعودية (بمثابة المخابرات الداخلية أو أمن الدولة) يدعى أحمد فايع عسيري وقال البيان أن الاغتيال تم بمسدس كاتم للصوت في مزرعة العميد الخاصة وأنه كان يعمل منسق للجيش السعودي في خارج السعودية.

#### تفجير مركز شرطة الدلم
في 2 أبريل 2016، قتل شخص وإندلع حريق تسبب في أضرار لسيارتين للشرطة في تفجير عبوات ناسفة تبنتها تنظيم الدولة الإسلامية.

#### اغتيال كتّاب ماجد الحمادي
في 5 أبريل 2016، تم اغتيال كتّاب ماجد الحمادي في مدينة الدوادمي وهو عقيد بالمباحث العامة السعودية (بمثابة المخابرات الداخلية أو أمن الدولة) وهو مدير المباحث بمدينة القويعية وتبنت وكالة أعماق التابعة لتنظيم الدولة الإسلامية العملية وأشارت وسائل إعلام سعودية إلى أن المشتبه به في إطلاق النار على العقيد هو المطلوب الأمني عقاب معجب العتيبي بمعاونة شخص آخر معه، وأعلنت ولاية نجد مسؤليتها عن الاغتيال عن طريق بيان نشر على شبكة الإنترنت ووصف البيان العقيد الحمادي بالمرتد.

#### اغتيال محمد الرغبي
في 13 أبريل 2016، تم اغتيال محمد الرغبي وكيل رقيب في الجيش السعودي بالقرب من مدينة العارضة جنوبي السعودية.

#### 28 أبريل 2016
انفجار عبوة ناسفة خارج مركز أمني بحي محاسن بمحافظة الأحساء تتسبب في إصابة رجل أمن وأضرار في سيارات مجاورة.

#### 4 يوليو 2016
سلسلة هجمات انتحارية في مناطق متفرقة من المملكة استهدفت فجراً مبنى القنصلية الأمريكية في جدة وفي المساء مسجد للمسلمين الشيعة في القطيف وبالتزامن مع الهجوم على نقطة أمنية بالقرب من الحرم المدني في المدينة المنورة، تسببت في 9 قتلى (من بينهم الانتحاريين) و8 جرحى.

#### 23 أغسطس 2016
في مساء يوم الثلاثاء في بلدة أم الحمام بمحافظة القطيف قالت وزارة الداخلية السعودية إنها احبطت محاولة تفجير مسجد المصطفى عندما استوقفت شخص اشتبه به وكان يحمل عبوة ناسفة وضعها في حقيبة رياضية خلف ظهره وبادر رجال الأمن إلى اطلاق النار عليه لإيقاف حركته وإبطال مفعول العبوة الناسفة وتوفي لاحقاً المشتبه به في المستشفى متأثراً بإصابته وأعلن المتحدث الأمني بأنه وجدوا هوية مقيم باكستاني الجنسية بحوزة المشتبه له.

#### سبتمبر 2016
قتل رجلي أمن في إطلاق نار من قبل مسلحين استهدف دورية أمنية بمدينة الدمام وقالت وزارة الداخلية انها احبطت 5 عمليات ارهابية خلال الأشهر الماضية من بينها استهداف أحد انابيب النفط بالقرب من مدينة الدوادمي.

## عمليات يشتبه أن التنظيم نفذها لكن لم يتبناها

### 2014

#### 14 أكتوبر 2014
إطلاق نار على امريكيين إثنين في العاصمة الرياض في 14 اكتوبر من 2014 ، وتسبب الهجوم اللذي نفذه شاب سعودي في مقتل أحدهم وإصابة الآخر، قبضت الشرطة على منفذ الهجوم لاحقا 

#### 3 نوفمبر 2014
حادثة الدالوة 2014 هي حادثة اعتداء عن طريق إطلاق النار حصلت في يوم 3 نوفمبر 2014 على حسينية للشيعة في قرية الدالوة بمحافظة الأحساء بالمنطقة الشرقية للمملكة العربية السعودية، تسببت في مقتل 8 أشخاص وأصيب 9 آخرون بحادثة إرهابية، وذلك في إطلاق نار قتل جماعي في حسينية المصطفى إذ ترجل ثلاثة ارهابين من إحدى السيارات التي توقفت أمام الحسينية، وبداو بأطلاق النار من أسلحة رشاشات ومسدسات بشكل عشوائي ضد المتواجدين، ما نتج عن هذا مقتل ثمانية وإصابة تسعة آخرين.

#### 22 نوفمبر 2014
إطلاق نار على مقيم أجنبي دنماركي يدعى توماس هوبنر أثناء قيادته للسيارة في الرياض مما أدى لإصابته في كتفه وصدره، وقامت مجموعة من أنصار تنظيم الدولة الإسلامية بثت تسجيلا مصورا حمل عنوان «أول الغيث» يظهر شخصا مجهول الهوية يستقل سيارة بطريق عام ويطلق النار على سيارة أخرى كان تسير بجانب الأولى يقودها من يفترض بأنه هوبنر، بحسب ما ذكر التسجيل، وأعلنت وزارة الداخلية السعودية في 11 ديسمبر من عام 2014 أنه تم إلقاء القبض على 3 أشخاص لهم علاقة بإطلاق النار على المقيم الدنماركي
و ذكر المتحدث الرسمي لوزارة الداخلية أن الجناة تدربوا على ذلك قبل تنفيذ الجريمة بأسبوعين، وفي اليوم المحدد التقوا، وباشروا برصد خروج المجني عليه من مقر عمله ومباغتته بإطلاق النار عليه وإصابته إصابات مباشرة.
و بحسب المتحدث باسم الداخلية السعودية فقد تم ضبط السلاح المستخدم في تنفيذ الجريمة وهو مسدس «جلوك»، والسيارة المستخدمة في الاعتداء وفق ما أثبتته نتائج الفحوصات الفنية بمعامل الأدلة الجنائية وإفادات المقبوض عليهم.

#### 29 نوفمبر 2014
تعرض مقيم كندي لإصابات بعد الاعتداء عليه من قبل شاب سعودي «تم القبض عليه» بساطور «آلة حادة» في أحد الأسواق التجارية في مدينة الظهران شرق السعودية 

### 2015

#### 5 يناير 2015
في 5 يناير/ كانون الثاني 2015 (حادثة مركز سويف الحدودي): حاول أربعة من تنظيم داعش التسلل إلى الأراضي السعودية قادمين من العراق، بالقرب من مركز سويف شمال السعودية الحدودي مع العراق التابع لجديدة عرعر وعند فشلهم فجر أحدهم نفسه وسط رجال الأمن ما أسفر عن مقتل 3 جنود.

#### 30 يناير 2015
في 30 يناير / كانون الثاني 2015 إطلاق نار على سيارة يتواجد فيها مقيمين أمريكيين إثنين في مدينة المبرز في محافظة الأحساء، مما نتج عن إصابة أحدهم.

#### 30 مارس 2015
في 30 مارس/ آذار 2015 (استهداف دورية أمنية غرب الرياض): تعرضت إحدى دوريات الأمن في ضاحية لبن غرب مدينة الرياض لإطلاق نار من سيارة مجهولة الهوية مما نتج عنه إصابة رجلي أمن بإصابات غير مهددة للحياة.

#### 8 أبريل 2015
في 8 ابريل / نيسان 2015 قتل شرطيين إثنين في العاصمة الرياض في إطلاق نار على دورية أمنية، وقال متحدث باسم شرطة منطقة الرياض «أنه عند الساعة الواحدة والنصف بعد منتصف ليلة الأربعاء، وأثناء قيام إحدى دوريات الأمن بمهامها شرق المدينة، تعرضت دورية شرطة لإطلاق نار من سيارة مجهولة الهوية مما نتج عنه استشهاد الجندي أول ثامر عمران المطيري والجندي أول عبد المحسن خلف المطيري».

#### 7 مايو 2015
في 7 مايو/ آيار 2015 (قتل جندي والتمثيل بجثته وإحراقها): إطلاق نار على إحدى دوريات أمن المنشآت أثناء قيامها بمهمات الحراسة بمحيط موقع الخزن الاستراتيجي جنوب الرياض، نتج عنه مقتل الجندي ماجد عائض الغامدي، وفي 23 مايو أوضحت وزارة الداخلية السعودية في بيان لها عن “تورط خمسة من عناصر هذه الخلية الإرهابية المورّطة في ارتكاب جريمة إطلاق النار على إحدى دوريات أمن المنشآت أثناء قيامها بمهام الحراسة بمحيط موقع الخزن الاستراتيجي جنوب مدينة الرياض في نهاية أبريل الماضي، والتي نتج عنها استشهاد قائدها الجندي ماجد عائض الغامدي، والتمثيل بجثته بإشعال النار فيها”.
وكشفت أن الخمسة هم “عبد الملك فهد عبد الرحمن البعادي، محمد خالد سعود العصيمي، عبد الله سعد عبد الله الشنيبر، محمد عبد الرحمن طويرش الطويرش، محمد عبد الله محمد الخميس”.

#### 4 سبتمبر 2015
في يوم الجمعة الموافق 4 سبتمبر 2015 حاول شخص يدعى نواف العتيبي اقتحام مبنى المباحث العامة السعودية (المخابرات الداخلية) في مدينة بقيق وعندما حاولوا رجال الأمن اعتقاله بادرهم بإطلاق النار ومن ثم تحصن في مبنى مهجور بالقرب من مبنى المباحث وقام رجال الأمن بمحاصرته داخل المبنى وحدث تبادل إطلاق نار إنتهى بمقتل المسلح ومقتل رجل أمن وإصابة رجلي أمن 

#### 24 سبتمبر 2015
في يوم 24 سبتمبر / أيلول 2015 ميلادي الموافق عيد الأضحى في التقويم الهجري، في محافظة الشملي شمال المملكة أقدم شخصين «شقيقين» من أنصار تنظيم الدولة الإسلامية على قتل ابن عمهم العسكري بعد أن أوهماه بالخروج إلى نزهة برية في منطقة صحراوية خارج المدينة قبل أن يقيدانه وقام أحدهم بإطلاق النار عليه وقتله وقام الشخص الآخر بتصوير الفيديو ونشره عبر الإنترنت ثم خروجوا وقاموا بمهاجمة عدة نقاط تفتيش ومراكز شرطة في المحافظة نتج عنها مقتل مدنيين إثنين وعسكري يعمل في المرور، وفي 26 سبتمبر وفي مطاردة أمنية مع الجناة قتل الجاني الشقيق الأصغر مصور الحادثة وألقي القبض على الجاني القاتل بعد تبادلهم لإطلاق النار مع الأمن وقتل عسكري واحد أثناء المطاردة وتبادل إطلاق النار مع الجناة.

### 2016

#### 16 فبراير 2016
قامت مجموعة مكونة من 6 أشخاص يُعتقد بأنهم من مؤيدي وأنصار تنظيم الدولة الإسلامية بإستدراج عسكري من أقربائهم برتبة وكيل رقيب يعمل في قوات الطوارئ الخاصة إلى منطقة ما بين مدينة بريدة ومدينة عنيزة ومن ثم تصفيته بإطلاق الرصاص عليه ونشر الفيديو على شبكة الإنترنت بتاريخ 26 فبراير 2016  وفي 11 مارس أعلنت وزارة الداخلية السعودية عن مقتل 6 من المطلوبين المتهمين باغتيال عسكري قريب لهم، بعد أن رصدتهم قوات الأمن قرب حائل وطالبتهم قوات الأمن بتسليم أنفسهم فبادروا بإطلاق النار الأمر اللذي أدى إلى مقتلهم جميعاً ولم يصاب أي رجل أمن في تبادل إطلاق النار بحسب بيان وزارة الداخلية.

#### 6 مايو 2016
اغتيال خلف لافي الحارثي وهو عسكري برتبة عريف داخل مركز شرطة القريع في بني مالك بمحافظة الطائف عن طريق مسلحين كانوا يرتدون الزي العسكري أثناء إطلاقهم النار عليه.

#### 7 مايو 2016
مقتل الجندي سعيد دهيبش الحارثي في هجوم مسلح على مركز شرطة حداد في بني مالك بمحافظة الطائف.

#### 24 يونيو 2016
قام شقيقين توأم بحي الحمراء بالعاصمة الرياض يُعتقد أنهم متعاطفين مع تنظيم الدولة الإسلامية (داعش) بإستدارج والدتهم وقتلها عن طريق الطعن بأدوات حادة ثم قاموا بمحاولة قتل والدهم وشقيقهم الأكبر مما نتج عن اصابة والدهم وشقيقهم الأكبر بحالة حرجة ونقلوا إلى المستشفى في وقت لاحق، بعد أن لاذ الجناة بالفرار بعد أن استولوا على سيارة أحد المارة بالقوة بعد طعنه وألقي القبض عليهم في وقت لاحق بمدينة الدلم في محافظة الخرج حيث كانوا يخططون للفرار عبر الحدود الجنوبية للبلاد.

#### 10 أغسطس 2016
إلقاء القبض على مقيم يمني قام باغتيال رجل أمن في بيشة جنوب غرب السعودية عن طريق الدهس والطعن وفي 13 أغسطس أعلن المتحدث الرسمي باسم وزارة الداخلية عن تواصل الجاني مع تنظيم الدولة الإسلامية (داعش) وعن إلقاء القبض على مشتبه بهم.

## عمليات تم إحباطها
أحبطت الجهات السعودية العديد من العمليات الإرهابية للتنظيم، من ضمنها عدة تفجيرات تشمل مقار بعثات دبلوماسية مثل السفارة الأمريكية في الرياض ومساجد ومنشآت أمنية وحكومية في محافظة شرورة، وأحبطت أجهزة الأمن محاولة للتنظيم لإستهداف 5 مساجد في المنطقة الشرقية بشكل متتالي في كل جمعة من شهري شعبان ورمضان، بالإضافة إلى إستهداف رجال أمن عبر محاولة تفجير مسجد قوات الطوارئ الخاصة في الرياض اللذي يتسع لنحو 3000 مصلي، وكان من المخطط القيام بهذا الهجوم بتاريخ 9 رمضان تزامنًا مع تفجير مسجد الإمام الصادق وهجوم سوسة وهجوم سان كانتان فالافييه 2015 الذين نُفِّذوا في نفس اليوم. وفي 29 أبريل 2016 أعلنت وزارة الداخلية السعودية إحباط عمل إرهابي وشيك على حد وصفها وقالت في البيان إنها إشتبهت في سيارتين أحدهما تحمل مواد متفجرة في محافظة بيشة وعندما لاحظوا ملاحقتهم من قوات الطوارئ الخاصة انحرفوا بإتجاه منطقة صحراوية جبلية وترجلوا من السيارتين وتحصنوا بأحدى الجبال وإشتبكوا مع قوات الطوارئ الخاصة وانفجرت السيارة المحملة بمواد متفجرة أثناء الاشتباك، قبل أن يقتل الشخصين المطاردين بحسب البيان وفي يوم السبت الموافق 20 اغسطس 2016 في نقطة تفتيش في مدينة الدمام اوقف رجال الأمن بعد الاشتباه بأحد السيارات اللتي كان يتواجد بها شخصين احدهما سعودي الجنسية والآخر سوري الجنسية وبعد تفتيش السيارة اتضح وجود سلاح ناري وحزام ناسف وبعد التحقيق معهم اعترفوا بنيتهم لاستهداف مطعم ومقهى في جزيرة تاروت.

## مداهمات
قام الأمن السعودي بالعديد من المداهمات الاستباقية لبعض المواقع اللتي يشتبه بتواجد خلايا لتنظيم الدولة الإسلامية داخلها ونتج عن بعض هذه المداهمات تبادل لإطلاق نار

### مداهمة نوفمبر 2014
بعد حادثة الدالوة قامت الأجهزة الأمنية بمداهمات في 13 مدينة من مختلف مناطق المملكة وألقت القبض على 77 من المشتبه بهم وحصل تبادل لإطلاق النار بين مشتبه بهم وأفراد من الأمن في مدينة شقراء ومدينة بريدة نتج عنها مقتل 3 من المشتبه بهم وإصابة رابع ومقتل رجل أمن وإصابة إثنين آخرين

### مداهمة 3 يوليو 2015
قامت قوات الطوارئ الخاصة باقتحام منزل في محافظة الطائف والقبض على 3 من المشتبه بانتمائهم للتنظيم بينما نجح المشتبه به الرابع في الفرار والتخفي لمدة يوم حتى قتل في 4 يوليو ونتج عن هذه المداهمات والملاحقات مقتل رجل أمن واحد 

### مداهمة 6 يوليو 2015
قامت وزارة الداخلية السعودية بتطويق منزل في حي المضخة في مدينة الخفجي يتواجد فيه شخص مشتبه بتورطه في تفجير مسجد الإمام الصادق في الكويت وبعد تطويق المنزل بادر رجال الأمن بإطلاق النار ورد عليه رجال الأمن بالمثل ونتج عن ذلك إصابة رجلي أمن وألقي القبض على المشتبه به 

### مداهمة 14 يوليو 2015
داهمت وزارة الداخلية السعودية منزل أحد المشتبه بهم في انتمائه للتنظيم في خميس مشيط ونتج عن المداهمة تبادل لإطلاق النار نتج عنها إصابة 3 رجال أمن ومقتل شخصين أحدهم المشتبه به والآخر هو والد المشتبه به أثناء تبادل إطلاق النار 

### مداهمة 15 سبتمبر 2015
قامت وزارة الداخلية السعودية بمداهمة موقعين، الأول منزل في حي المونسية في العاصمة الرياض والثاني استراحة سكنية في محافظة ضرما، وفي الموقع الأول قام رجال الأمن بتطويق المبنى وبإخلاء المنازل المجاورة ورد المشتبه بهم على رجال الأمن بإطلاق النار وبعد تبادل لإطلاق النار تم القبض على إثنين من المشتبه بهم وضبط في المنزل أسلحة ومبالغ مالية، أما في الموقع الثاني في مدينة ضرما شاهد المشتبه بهم رجال الأمن وهم يتواجدون بالقرب من المبنى المتواجدين به عبر كاميرات مراقبة وضعها المشتبه بهم وخرجوا من الموقع المتواجدين فيه بسيارة تحمل لوحات مزورة وبادروا بإطلاق النار على الأمن وحصل تبادل لإطلاق النار نتج عنه إعطاب سيارة المشتبه بهم ثم قاموا بالإستيلاء على سيارة أحد المواطنين ولاذوا بالفرار واكتشف رجال الأمن وجود مصنع للمتفجرات والأحزمة الناسفة داخل المبنى اللذي كان يتواجد فيه المشتبه بهم قبل فرارهم 

### مداهمة 28 سبتمبر 2015
قامت الأجهزة الأمنية السعودية بمداهمة أربع مواقع مختلفة منها موقع في حي بدر في مدينة الدمام و3 مواقع في العاصمة الرياض ونتج عن هذه المداهمات مقاومة بعض المشتبه بهم عن طريق إطلاق النار ونتج عن المداهمات مقتل إثنين من المشتبه بهم واعتقال 4 أشخاص 

### مداهمة 10 مارس 2016
بحسب بيان لوزارة الداخلية السعودية قامت الأجهزة الأمنية بمداهمة منزل بمنطقة الجوف شمال المملكة، وألقت القبض على المطلوب سويلم الهادي الرويلي في قائمة ال16 المنتمين لتنظيم الدولة الإسلامية وأحد المشاركين بإطلاق النار في حادثة الدالوة 2014 ومن قام بتجهيز الانتحاري اللذي قام بتفجير مسجد قوات الطوارئ 2015 وألقت القبض على من قام بإيوائه وهو ناعم الخلف وحاولت امرأة تقيم مهم بالمنزل تدعى بنان هلال عيسى مباغته رجال الأمن بسلاح رشاش مما أدى إلى قيام رجال الأمن بإطلاق النار عليها وإصابتها ومقتلها لاحقاً.

### مطاردة 29 أبريل 2016
قتل إثنين من المشتبه بهم في منطقة جبلية بالقرب من بيشة أثناء تبادلهم إطلاق النار مع الأمن بعد محاصرتهم في أحد الجبال.

### مداهمة 5 مايو 2016
أعلنت وزارة الداخلية السعودية عن مداهمة موقعين، الأول استراحة سكنية في وادي النعمان ما بين مكة والطائف ودارت اشتباكات بين المتحصنين في الداخل وعددهم 4 وبين قوات الطوارئ الخاصة تسببت في مقتل إثنين من المسلحين وانتحار إثنين آخرين عن طريق أحزمة ناسفة، وفي الموقع الثاني بمدينة جدة ألقت القبض على شخصين مشتبه بهم، وضبط في الموقع الأول 15 عبوة متفجرة وحزامين ناسفين و4 رشاشات من نوع كلاشنكوف ومسدسين، والقتلى هم: سعيد الشهراني ومبارك الدوسري ومحمد العنزي وعادل المجماج.

### 9 مايو 2016
أعلنت وزارة الداخلية السعودية عن مقتل المطلوب محمد حزام المالكي في الطائف وقالت أنه من المتورطين في إطلاق النار على مركز شرطة حداد ومن المشاركين في قتل وكيل الرقيب خلف لافي الحارثي.

### مداهمات 2017
في 21 يناير بمدينة جدة داهمت قوات الأمن موقعين الأول استراحة في حي الحرازات بداخلها معمل لتصنيع الأحزمة الناسفة والعبوات المتفجرة وشخصين مسلحين تحصنوا داخل الموقع وتبادلوا إطلاق النار مع افراد الأمن وبعد إحكام الحصار عليهم فجروا انفسهم بأحزمة ناسفة مما ادى إلى تناثر أشلائهم وانفجار المعمل ودمار المبنى دون ان يصاب أحد من رجال الأمن أو المارة وفِي الموقع الثاني وهي شقة بحي النسيم ألقي القبض على 3 أشخاص منهم رجلين سعوديين وامرأة باكستانية الجنسية كما ضبط بشقته سلاح رشاش وحقيبة مشركة وأجهزة هاتف جوال في حالة تشريك غير مكتملة.
وفِي 16 فبراير نفذت قوات الطوارئ الخاصة مداهمات لمواقع في 4 مدن مختلفة وهي الرياض والمدينة المنورة ومكة والقصيم واعلنت عن القبض على 17 شخص ومصادرة أسلحة وأموال
وفي 8 مارس اعلنت وزارة الداخلية عن مقتل ارهابي والقبض على آخر في عملية أمنية في حي الريان بالعاصمة الرياض

### 2017
في يوم السبت 29 رمضان 1438 هـ الموافق 23 يونيو 2017 كشف المتحدث الأمني لوزارة الداخلية السعودية اللواء منصور التركي، أن قوات الأمن أحبطت عملاً إرهابياً كان يستهدف أمن المسجد الحرام ومرتاديه ولقد قام بالتخطيط للعملية مجموعة إرهابية تمركزت في ثلاثة مواقع، أحدها في محافظة جدة، والآخران بمكة المكرمة ولقد أحبطت العملية الأولى في مكة بحي العسيلة، فيما أحبطت الثانية بحي أجياد المصافي الواقع داخل محيط المنطقة المركزية للمسجد الحرام.
وفي مطلع العام الجاري 2017 في 7 يناير بحي الياسمين بالرياض قتلت قوات الأمن اثنين من الارهابيين بعد مداهمة منزل وتطويقه مما ادى إلى تبادل لإطلاق النار من قبل اثنين من المسلحين يتحصنون بالمنزل احدهم هو المطلوب امنيا طايع الصيعري ونتج ذلك إصابة طفيفة لأحد افراد الأمن

## قوائم المطلوبين
في 3 يونيو 2015 أعلنت وزارة الداخلية السعودية عن قائمة مكونه من 16 شخص جميعهم من السعوديين وقال المتحدث الرسمي بأسم وزارة الداخلية بأنهم متورطين في عمليات التفجير الأخيرة في المملكة وعرضت صورهم وأسمائهم الرباعية وحذرت الداخلية المواطنين والمقيمين من التعامل معهم وإيوائهم وأعلن عن مكافآت لمن يدلي بمعلومات عن أماكن تواجدهم وفي 31 يناير 2016 أعلنت وزارة الداخلية السعودية عن قائمة مكونه من 9 مطلوبين متهمين بتفجير مسجد قوات الطوارئ 2015 في أبها.